# ТОП ТВ
ТОП Телевизия е бивш български телевизионен канал.

## Излъчване
Създадена е в град Шумен през 1996 г. През 1997 година телевизията изгражда мрежа от телевизионни предаватели в Шумен, Търговище, Разград, Русе и Варна. През 1999 са включени и предаватели в Силистра и Тервел. От 19 август 1999 г. ТОП ТВ излъчва и във Велико Търново, а по-късно и във Плевен, Ловеч, Добрич, Бургас и Сливен. От 2001 ТОП ТВ има предаватели в Пловдив, Стара Загора, Хасково. Предвиждало се е и излъчване за Ямбол. Така ТОП Телевизия се превръща в трети национален канал по покритие. Изградена е и мрежа от офиси и студиа във всички градове, където излъчва телевизията.

## Закриване
На 11 юли 2002 г. Комисията за регулиране на съобщенията изключва 11 от предавателите, поради липса на лицензии. Телевизията прекратява излъчване на 22 ноември 2004 след фалит на фирмата-собственик. През март 2006 г., чрез използване на старите лицензии на ТОП ТВ, в 28 от най-големите градове в страната започва излъчване новата телевизия CTN.

## Предавания
- Будилник - предаване за будни деца
- Чуждата кокошка
- Зиг-заг
- РаZлично
- Културен афиш
- Дерби